# Jerzy Szymonek
Jerzy Szymonek (ur. 15 kwietnia 1938, zm. 25 września 1992) – polski działacz i statystyk sportowy oraz sędzia lekkoatletyczny.
Długoletni działacz Warszawskiego Okręgowego Związku Lekkiej Atletyki, członek ATFS (Stowarzyszenia Statystyków LA) i Komisji Statystycznej PZLA. Współtwórca systemu sportu dzieci i młodzieży, kierował Zespołem Dokumentacji Wyników Sportowych w Stołecznej Federacji Sportu. Autor wielu opracowań z zakresu statystyki lekkoatletycznej, m.in. wspólnie z Januszem Rozumem wydał publikacje Rzut oszczepem (1984) i Trójskok (1985) w ramach cyklu Osiągnięcia polskiej lekkiej atletyki w 40-leciu PRL. Zmarł nagle podczas górskiej wycieczki w Bieszczadach.